# グーロ
グーロとは、北スウェーデンに伝わる伝説の怪物である。もの凄い大食い怪物である。

## 特徴
この怪物は、体は大型犬に、顔は山猫に似ているとされている。とりわけ人間の役に立っていて、その太い毛は帽子の材料になり、腸は楽器の弦になり、ひづめは目まいや耳の痛みを抑える薬となった。ところが、この怪物には一つの大きな欠点があった。恐るべき大食らいであった。

## 対処法
グーロを抑えるためには、オラウス・マグヌスという大司教が伝えた方法によると、「何でもかんでも腹へ詰め込むので、二本の立木のせまい間を通り抜け、力ずくで腹の中を空にしなければならない」のだそうだ。なお、この伝説は、同じく大食らいのクズリから来ているようである。